# أنخيلا فيجيرا أيميريتش
 أنخيلا فيجيرا أيميريتش  (بلباو، 30 أكتوبر 1902 – مدريد، 2 أبريل 1984) كانت كاتبة إسبانية وممثلة لما يُعرف ب شعر المقتلع ضمن الجيل الأول لما بعد الحرب.

## سيرتها الذاتية
وُلدت أنخيلا فيجيرا أيميريتش في إشبيلية لكنها نشأت في بلباو، حيث كانت الابنة البكر لأميليا أيميريتش، التي تنحدر من فالنسيا، ولخيسوس انخيل فيجيرا. درست في مدرسة القلب الأقدس وحصلت على شهادة البكالوريا عام 1924 في المعهد الإقليمي. في عام 1925، بدأت دراسة الفلسفة والآداب كطالبة حرة، حيث خضعت للامتحانات في بالادوليد، وأنهت دراستها في مدريد.
عملت في شركة الاستيراد الإيطالية أتشروز بولدي بعد تخرجها، ثم في عام 1931 بدأت التدريس في مدرسة ديكرولي الخاصة في مدريد، وبعد عام واحد، في مدرسة مونتيسوري. في عام 1933، حصلت على منصب محاضر مادة اللغة والأدب في معاهد التعليم الثانوي، وتزوجت من المهندس خوليو فيجيرا. تم تعيينها في معهد التعليم الثانوي في ويلفا ، حيث فقدت طفلها الأول عند ولادته.
عادت إلى مدريد، حيث كانت تقيم عند اندلاع الحرب الأهلية الإسبانية. انضم زوجها، الذي كان يحمل أفكارًا اشتراكية، إلى الجيش الجمهوري. وُلِد ابنها خوان رامون في 30 ديسمبر 1936 أثناء قصف جوي، وهو ما وصفتْه لاحقًا بقولها: "وُلِد بتحية مدفعية، كما الملوك". تم إجلاء انخيلا وعائلتها إلى فالنسيا في فبراير 1937، حيث تم تعيينها في معهد ألكوي، ثم لاحقًا في معهد مورسيا. ومع انتهاء الحرب، تعرضت للقمع. عادت إلي مدريد لفترة من الزمن هي وابنها ثم غادرت إلى شورية.
في عام 1948، نشرت أنخيلا فيجيرا أيميريتش امرأة من طين، وتبعته في العام التالي بسوريا النقية. تنتمي هذه الأعمال إلى الشعر الرمزي، الذي كان تمهيدًا لما أسمته لاحقًا بـ"المرحلة القلقة"، التي بدأت مع نشر كتابها الثالث منهزمة من الملاك واستمرت لمدة عقدين.
ارتبطت الكاتبة في هذه المرحلة بالبؤس الشديد والجوع واليأس الذي عانى منه المهزومون في الحرب على يد المنتصرين. وقد واجهت أعمالها Mujer de barro وSoria pura مشكلات مع الرقابة بسبب طابعهما الحسي والإيحاءات المبطنة.
بدأت أنخيلا فيجيرا أيميريتش العمل في المكتبة الوطنية بمدريد بعام 1952، و انضمت إلى خدمة "المكتبات المتنقلة" في عام 1954، التي كانت مسؤولة عن إيصال الكتب إلى ضواحي مدريد.
كتبت الصراخ عديم الجدوي، الذي فاز بجائزة Ifach، كما نشرت في عام 1953 عملين هما عشية الحياة والايام القاسية.
حصلت أنخيلا فيجيرا أيميريتش على منحة دراسية في باريس في عام 1957، حيث التقت ببابلو نيرودا الذي سلّمها رسالة موجهة إلى الشعراء الإسبان، يدعو فيها إلى "تعميم النشيد الشعري عالميًا".
نشرت في عام 1958 "جمال قاسٍ" Belleza cruel في المكسيك لتجنب الرقابة، مع مقدمة كتبها الشاعر ليون فيليبي. و فازت عنها بجائزة Nueva España للشعر، التي المعروفة برابطة المثقفين الإسبان في المكسيك.
في عام 1961، اجتمعت أنخيلا فيجيرا أيميريتش بزوجها في أبيليس، حيث حصل خوليو فيجيرا على وظيفة كمهندس في شركة Ensidesa. وفي العام نفسه، نُشرت Primera antología في كاراكاس.
وفي العام التالي، أصدرت "ألمس الأرض" Toco la tierra. Letanias. وبعدها بدأت تبتعد تدريجيًا عن الشعر. زارت الاتحاد السوفييتي عام 1966، ثم سافرت إلى المكسيك عام 1969 بدعوة من بائع الكتب المنفي ألفريدو جراسيا.
بعد تقاعد زوجها عام 1971، عاد الزوجان إلى مدريد، لكن دون أن تندمج في الوسط الأدبي، حيث بقيت ناقدة لمسار ما عُرف بالانتقال السياسي.
وفي عام 1979، نشرت كتابًا للأطفال بعنوان "حكايات سخيفة لأطفال أذكياء'Cuentos tontos para niños listos.

### الشعر
رغم تأثر أنخيلا فيجيرا أيميريتش في بداياتها بأنطونيو ماتشادو و بنزعة خوان رامون خيمينيث الحميمية في ارتباطهما بالحياة اليومية والطبيعة، إلا أن رؤيتها للعالم سرعان ما أصبحت أكثر التزامًا. وتطورت مرحلة شعرها الاجتماعي إلى جانب شعراء مثل غابرييل ثيلايا وبلاث دي أوتيرو، وكلاهما من إقليم الباسك، ما جعلهم يُعرفون باسم "الثلاثي الباسكي للشعر ما بعد الحرب".
اتسمت لغتها بالبساطة، حيث سعت دائمًا إلى أن يصل مضمونها إلى عامة الناس. وقد لخص احد النقاد موقفها الأيديولوجي بمصطلح "الوجودية التضامنية".
نال شعرها إشادة العديد من الأدباء من بينهم خوان رامون خيمينيث، ليون فيليبي، جابرييل أريستي، بابلو نيرودا، ماكس أوب، وكارمن كوندي.

### التكريمات
• في عام 1993، تمت إعادة تسمية معهد في مدينة سِستاوأ (فيزكايا) باسم "Ángela Figuera" تخليدًا لذكراها.
• تحمل شوارع في كل من بلباو، فيتوريا، سان سيباستيان ومدريد اسمها.
• فاز كتابها El grito inútil بجائزة

### أعمالها
• امرأة من طين (Mujer de barro) – 1948
• شورية النقية (Soria pura) – 1949. حاز على جائزة فيربو، وهو ديوان شعري مصوّر برسومات شقيقها، الرسام رافائيل فيغيرا.
• مغلوبة من الملاك (Vencida por el ángel) – 1951
• قصيدة "المصير" (Poema "Destino") – فازت بجائزة مجلة الفنون والآداب Índice de las artes y las letras
• الصراخ عديم الجدوى (El grito inútil) – 1952. حاز على جائزة Ifach
• الأيام القاسية (Los días duros) – 1953
• عشية الحياة (Víspera de la vida) – 1953
• جمال قاسٍ (Belleza cruel) – 1958. فاز بجائزة إسبانيا الجديدة Nueva España للشعر، بمقدمة للشاعر ليون فيليبي
• أول أنطولوجيا (Primera Antología) – كاراكاس، 1961
• ألمس الأرض. ابتهالات (Toco la tierra. Letanías) – 1962
• حكايات سخيفة لأطفال أذكياء (Cuentos tontos para niños listos) – 1979. موجه للأطفال، نُشر في مدريد، دار Ediciones Hiperión، برسومات فرناندو غوميز (إصدار 2000)
• الخريف (Otoño) – 1983
• أغنيات لكل الفصول (Canciones para todo el año) – 1984. ديوان شعر للأطفال، نُشر بعد وفاتها، في مدريد، دار Ediciones Hiperión، برسومات فرناندو غوميز (إصدار 2000)
• الأعمال الكاملة (Obras completas) – 1986، مقدمة روبرتا كوانس، مدريد، دار Ediciones Hiperión (EAN: 9788475176307)
بالإضافة إلى ذلك، نُشرت بعض قصائدها متفرقة في أعمال ومجلات مختلفة، ولم تُدرج في الأعمال الكاملة أو دواوينها السابقة.